# Shibuya eggman

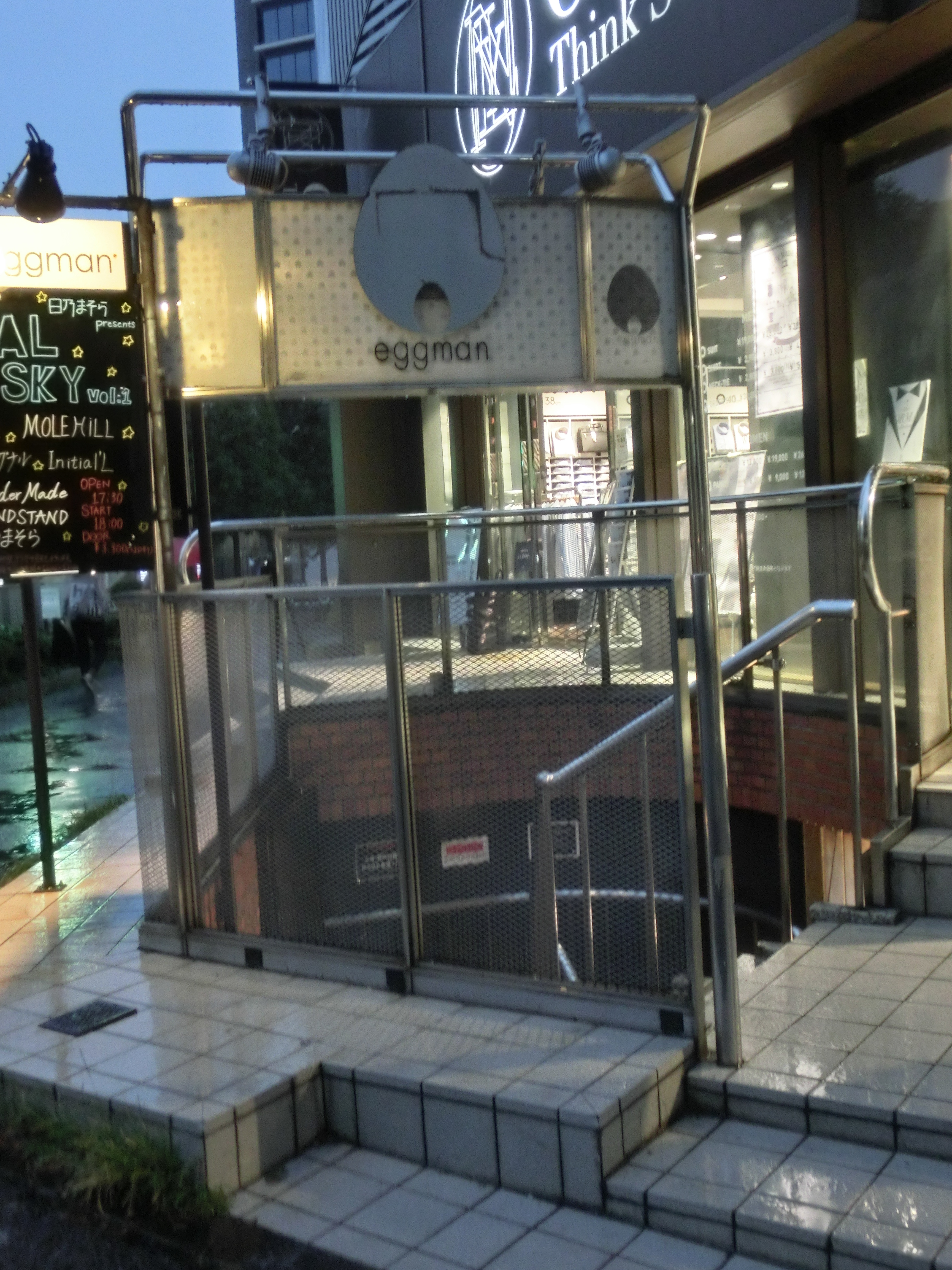
shibuya eggman入口（2018年）

shibuya eggman（シブヤ エッグマン）は、東京都渋谷区神南にあるライブハウスである。

## 概要
1981年オープンの渋谷では老舗のライブハウス。ロック・ポップス系を中心に、インディーズからメジャーまで幅広いジャンルのライブが行われている。2000年代前半からはクラブ営業もスタートし、レゲエ、ヒップホップを中心としたイベントが行われている。
ミュージシャン、レーベル発信のイベントにも広く門戸を開放している他、演劇、ファッションショー、お笑いなど音楽以外のジャンルにも幅広く利用されている。
運営者の株式会社エッグマンは、日本コロムビアの完全子会社として設立され、実質的に同社のライブハウス事業と位置づけられていた。その後日本コロムビアの社名がコロムビアミュージックエンタテインメントとなった2004年に米国系企業買収ファンド傘下のパインリッジ株式会社へ売却された。

## 歴史
- 1981年3月11日：東京都渋谷区公園通りに、ライブハウス「Egg-man」をオープン。オープニングライブは桑田佳祐が率いる「桑田バンド[1]」（3月21日、22日）、山下久美子（3月23日）らが出演。他に1年目の主な出演者は、J-WALK、ヒカシュー、近田春夫、杉真理など。竹内まりやも出演。また、井上陽水が突如土曜日の昼、2週連続でライブを行った。
- 1981年：リボルバー中心にジョン・レノン追悼イベント「ジョン・レノン・フォーエヴァー」スタート。以後毎年の恒例イベントとなる。
- 1982年11月：松坂慶子が初のライブ公演。ゲストは風間杜夫、平田満、石丸謙二郎、萩原流行。この音源はレコード化されている。
- 1983年：オールナイトイベント「東京フリークス」に爆風スランプ、くじら、じゃがたら、有頂天出演。久保田利伸がHOTENTOTSのボーカルとして昼の部に初出演。中村雅俊10周年記念イベント〈接触〉を7日間開催。
- 1984年4月：安全地帯が2日間ワンマンライブ。前年からほぼマンスリーで出演していたが 「ワインレッドの心」ヒットで初めて超満員。12月：ココナッツ・ボーイズがC-C-Bと改名後初ライブ。直後「Romanticが止まらない」が大ヒット。
- 1985年：レベッカが初のワンマンで超満員。その後まもなくギター・木暮武彦、ドラムス・小沼達也が脱退。木暮、小沼が田所豊、小川清史と新バンド結成「レベッカ♂」と名乗り初ライブ。後に「RED WARRIORS」と改名、マンスリーで出演し翌年メジャー・デビュー。メトロファルスのライブを収録したアルバム『盗賊どもの夜会服』をライブハウスエッグマンの自主レーベルからリリース。
- 1986年：伊秩弘将が昼の部に初出演。3月：5周年記念ライブJ-WALK、PaPa（山下久美子バックバンド）ら出演。ZIGGY、SHADY DOLLS、De-LAX、ザ・コレクターズ等の個性派バンド続々出演。
- 1987年1月：プリンセス プリンセスが初出演。以後半年間ほぼマンスリーで出演。8月：ローザ・ルクセンブルグが突如解散表明。ラストライブを4日間行う。チケットはソールドアウト。店の外もあきらめきれない人達で取り囲まれる。このライブはミディよりライブアルバムとしてリリースされた。解散後、ボーカル・どんと、ベース・永井利充がニューバンドBO GUMBOSを結成し秋から活動開始。
- 1988年1月：オールナイト・イベント「ストリート・ロッカーズ」スタート。G.D.FLICKERS、JUN SKY WALKERSらが出演。6月：X（後のX JAPAN）が2DAYSライブ。9月：C-C-Bがデビュー前のバンド名「ココナッツボーイズ」のクレジットでシークレットライブ。12月：原宿ホコ天で人気を得たTHE BOOMが日曜の昼ワンマンライブ。
- 1989年2月：TBSテレビ『三宅裕司のいかすバンド天国』放映開始。「イカ天ブーム」「バンドブーム」が社会現象となる。この月初出演したJITTERIN'JINNは番組効果で半年後にはワンマンが完売。6月：初の店内改装に着手し、リニューアルオープン。ホールへの入り口の位置等変わる。
- 1990年2月 - 4月：LINDBERGが3か月連続ライブ。5月：福山雅治が「Mr.クラリネット」のクレジットで昼の部に初出演。10月、12月には福山雅治として出演。7月 - 11月：人間椅子が毎月最終日曜日にワンマン。常に超満員。11月：イカ天が放送終了。ぴあが週刊になる。
- 1991年3月：10周年記念イベント「HERE WE GO AGAIN」22日間開催。THE BOOM、J-WALK、SHADY DOLLS、ZABADAK等出演。10月：石川よしひろのシリーズライブ「公園通りの12ヶ月」開始。
- 1992年2月：シークレットのオールナイトライブで木暮武彦、NOKKOらが出演。元・有頂天のケラ（現ケラリーノ・サンドロヴィッチ）がニューバンド・LONG VACATIONを結成し初ライブ。7月：LINDBERGがシークレットライブ。8月：斉藤和義が初出演。以後1年間ほぼマンスリーでワンマン。五島良子が定期的に出演。
- 1993年3月：ブレイク前のシャ乱Qが出演。8月：爆風スランプが結成10周年3DAYSライブを行う（最終日は台風でJRなども運休になるが決行）。
- 1994年5月：叫ぶ詩人の会が初ワンマン。以後ほぼマンスリーで行い、翌年1月にはTBS『筑紫哲也 NEWS23』にも出演した。
- 1995年3月：椎名へきるが初の単独公演を行う。4月：及川光博出演。4月 - 5月：GW期間中ニッポン放送主催のイベント「LIVE UFO 渋谷 NIGHTS」開催。堂島孝平らが出演。7月 - 9月：笹野みちるがマンスリーライブ。「カミングアウト宣言」が話題に。
- 1996年1月：自主レーベル「エッグマン・ディスク」スタート。メトロファルスのアルバム「LIMBO島」リリース。各音楽誌、情報誌、NHK-BSでも紹介される。3月：山崎まさよしが初出演。15周年記念ライブウィーク12日間開催。野村義男、人間椅子、ケラ等出演。メトロファルスのボーカル伊藤ヨタロウプロデュースDAYに現在脚本家として活躍中の宮藤官九郎バンドが出演。8月：RED WARRIORSが再結成シークレットライブ。12月：角松敏生プレゼンツライブ（サウンドはアンビエント系）。横道坊主が休憩をはさんで約4時間半のオールナイトワンマンライブを行う。
- 1997年4月：鶴久政治がアコースティックワンマンライブ。Something ELseが初出演。（以後翌年まで定期的に出演）11月：ジャドーズがDJのピストン西沢をゲストに迎えJ-WAVEでの番組を再現する形でライブ。
- 1998年1月：SHAZNAが前日の渋谷公会堂コンサートで発表する形のシークレットライブ。2月：影山ヒロノブ恒例のバースデーライブ（NHKの『トップランナー』にも出演）。
- 1999年1月：札幌のバンド・QUOTATIONSのCD発売記念ライブに細野晴臣がゲスト出演。8月：2度目の店内改装を行う。9月：ELLEGARDEN出演。
- 2000年5月：KAB.が初のワンマンライブ。9月には2DAYS。7月：世界各国の民族音楽グループが渋谷地区に集合したイベント「ワールドフォークロリアーダ」開催。9月27日：ELLEGARDENがワンマンライブ。10月：キンモクセイ初出演。
- 2001年：「CLUB eggsite」に改名。オープニングにはデキシード・ザ・エモンズ、GYOGUN REND'Sが出演。
- 2003年10月：「shibuya eggman」に再改名。5人揃った安全地帯が出演。
- 2005年：新たにレーベル部門"murffin discs"を立ち上げ第1弾アーティストとして惑星をリリース。YUI出演。
- 2007年："murffin discs"内"mini muff recordsにてThe Mirrazの音源リリース。6月22日たむらぱんがワンマンライブ。
- 2008年：CD/DVD製造部門"円盤プレス"を立ち上げる。
- 2010年3月：miwaが3月3日にデビューライブを行う。MAN WITH A MISSIONが初ライブを行う。11月UVERworldが東京ドーム公演を目前にシークレットライブ。
- 2011年：30周年を記念してUstream番組であべこうじと石原有輝香の『たまごみゅーじっく』をスタート。
- 2011年10月："murffin discs"内"mini muff recordsにてCzecho No Republicの音源リリース。
- 2012年3月14日：miwaがセカンドアルバム発売日に「ホワイトデー女子会 in 渋谷」と称し、女子限定のシークレットイベントを開催。前日深夜発表にもかかわらず200名の女子が集結。

## 施設概要
- オールスタンディング（350名）とシーティング（180席）の2種類が設定可能（座席は可動）
- 所在地　東京都渋谷区神南1-6-8 B1
- 最寄り駅　JR山手線・埼京線、東京メトロ半蔵門線・銀座線、東急東横線・田園都市線、京王井の頭線渋谷駅

## その他
- 東北地方太平洋沖地震により福島第一原子力発電所事故が発生した際、米国FOXニュースにおいて、ここが原子力発電所であるとの誤報をされ[2]、これを否定する英文入りのコメントを出した[3]。

## レーベル

### EGG-MAN DISC
| 発売日         | タイトル                           | 規格品番 |
| -------------- | ---------------------------------- | -------- |
| 1997年03月15日 | メトロファルス『盗賊どもの夜会服』 | ECD-2301 |
| 2000年08月01日 | ザバンドキング『ゴクラクヘブン』   | ECD-2101 |
| 2000年09月01日 | イカルス『イカルスの逆襲』         | STL-0001 |